# Giuseppe II di Schwarzenberg
Giuseppe II di Schwarzenberg, VI principe di Schwarzenberg (Vienna, 27 giugno 1769 – Hluboká nad Vltavou, 19 dicembre 1833), è stato un nobile e imprenditore boemo.

## Biografia
Giuseppe I nacque a Vienna, in Austria, nel 1769, figlio del principe Giovanni I Nepomuceno di Schwarzenberg e di sua moglie, la contessa Marie Eleonora di Öttingen-Wallerstein.
Alla morte di suo padre nel 1789 gli succedette come principe di Schwarzenberg, ma nel 1804 quando suo fratello Karl Philipp venne a sua volta nominato principe, la famiglia e i suoi possedimenti vennero equamente ripartiti in due parti che andarono alle rispettive linee. Tale suddivisione, per quanto avallata dai successi militari di Karl Philipp che gli valsero il titolo di principe, era già stata prevista dal secondo principe di Schwarzenberg, che per testamento aveva previsto che, cent'anni dopo la sua morte, in presenza di un ultrogenito, i beni della casata sarebbero dovuti essere divisi.
Come suo padre, anche Giuseppe II passò gran parte della propria vita a occuparsi della gestione dei propri cospicui possedimenti e, seguendo l'esempio di suo padre, completò il Canale di Schwarzenberg nel 1793, una delle più importanti opere idrauliche a favore dell'agricoltura nella Boemia meridionale, permettendo inoltre per la prima volta un più agevole trasporto del legname dalla Selva boema a Vienna attraverso la Moldava e il Danubio in soli 8 giorni. Dal 1821 al 1822, durante il cosiddetto secondo stadio dei lavori, il principe fece allungare ulteriormente il canale che da Jelení Vrch giunse sino al confine bavarese. Per tutelare i boschi e le riserve naturali presenti in Boemia, fondò una Scuola Forestale a Zlatá Koruna e nel 1800 anche l'Istituto Economico di Český Krumlov, che servì come istituto scolastico per i futuri funzionari del principe.
Morì a Hluboká nad Vltavou nel 1833. Secondo la tradizione di famiglia, il suo cuore venne collocato nella Tomba dei Crociati del Cardinale nella Chiesa di San Vito di Český Krumlov.

## Matrimonio e figli
Giuseppe II sposò il 25 maggio 1794, presso il Castello di Heverlé in Belgio, la principessa Paolina Carlotta d'Arenberg (2 settembre 1777 - 1 luglio 1810), figlia del principe Luigi Engelberto, VI duca d'Arenberg e di sua moglie, la duchessa Paolina Luisa di Brancas-Villars, contessa di Lauraguais. La coppia ebbe i seguenti figli:
- Marie Eleonora (1796-1848), sposò nel 1817 il principe Alfredo di Windisch-Grätz
- Marie Paolina (1798-1821), sposò nel 1817 il principe Eduard von Schönburg-Hartenstein
- Giovanni Adolfo II (28 maggio 1799 - 15 settembre 1888), sposò il 23 maggio 1830 la principessa Maria Eleonora del Liechtenstein
- Felice (2 ottobre 1800 - 5 aprile 1852), primo ministro austriaco (1848-1852)
- Ludovica Eleonora (1803-1884), sposò nel 1823 il principe Eduard von Schönburg-Hartenstein
- Marie Matilde (1804-1886)
- Marie Carolina (1806-1875), sposò nel 1831 il principe Ferdinando Carlo di Bretzenheim-Regécz
- Marie Anna Berta (2 settembre 1807 - 12 ottobre 1883), sposò il 10 agosto 1827 il principe August Longin von Lobkowicz
- Federico (6 aprile 1809 - 27 marzo 1885), arcivescovo di Salisburgo (1835-1850), arcivescovo di Praga (1850-1885), cardinale (1842)

Sua moglie morì tragicamente il 1 luglio 1810 a Parigi, in un incendio scoppiato al ricevimento di nozze di Napoleone I e l'arciduchessa Maria Luisa d'Austria. Il principe Giuseppe II, dopo la morte della moglie, decise di non risposarsi mai più ed in ciascuna delle stanze del suo castello di Krumlov fece appendere un ritratto della sua amata moglie. Quando morì, la principessa Paolina era incinta del decimo figlio.

## Albero genealogico
|                                                                     |                                       |                                                | Genitori                                                                  |  |  | Nonni |  |  | Bisnonni                                                              |  |  | Trisnonni                                                                   |  |
|                                                                     |                                       |                                                |                                                                           |  |  |       |  |  | Adamo Francesco Carlo di Schwarzenberg, III principe di Schwarzenberg |  |  | Ferdinando Guglielmo Eusebio di Schwarzenberg, II principe di Schwarzenberg |  |
|                                                                     |                                       |                                                |                                                                           |  |  |       |  |  | Adamo Francesco Carlo di Schwarzenberg, III principe di Schwarzenberg |  |  | Ferdinando Guglielmo Eusebio di Schwarzenberg, II principe di Schwarzenberg |  |
|                                                                     |                                       | Maria Anna von Schultz                         |                                                                           |  |  |       |  |  | Adamo Francesco Carlo di Schwarzenberg, III principe di Schwarzenberg |  |  |                                                                             |  |
| Giuseppe I di Schwarzenberg, IV principe di Schwarzenberg           |                                       |                                                |                                                                           |  |  |       |  |  | Adamo Francesco Carlo di Schwarzenberg, III principe di Schwarzenberg |  |  |                                                                             |  |
|                                                                     |                                       | Eleonore von Lobkowicz                         | Ferdinand August von Lobkowicz, III principe di Lobkowicz                 |  |  |       |  |  |                                                                       |  |  |                                                                             |  |
|                                                                     |                                       | Eleonore von Lobkowicz                         | Ferdinand August von Lobkowicz, III principe di Lobkowicz                 |  |  |       |  |  |                                                                       |  |  |                                                                             |  |
|                                                                     |                                       | Eleonore von Lobkowicz                         | Anna Maria di Baden-Baden                                                 |  |  |       |  |  |                                                                       |  |  |                                                                             |  |
| Giovanni I Nepomuceno di Schwarzenberg, V principe di Schwarzenberg |                                       | Eleonore von Lobkowicz                         |                                                                           |  |  |       |  |  |                                                                       |  |  |                                                                             |  |
|                                                                     |                                       | Giuseppe Giovanni Adamo del Liechtenstein      | Antonio Floriano del Liechtenstein                                        |  |  |       |  |  |                                                                       |  |  |                                                                             |  |
|                                                                     |                                       | Giuseppe Giovanni Adamo del Liechtenstein      | Antonio Floriano del Liechtenstein                                        |  |  |       |  |  |                                                                       |  |  |                                                                             |  |
|                                                                     |                                       | Giuseppe Giovanni Adamo del Liechtenstein      | Eleonora Barbara von Thun und Hohenstein                                  |  |  |       |  |  |                                                                       |  |  |                                                                             |  |
| Maria Teresa del Liechtenstein                                      |                                       | Giuseppe Giovanni Adamo del Liechtenstein      |                                                                           |  |  |       |  |  |                                                                       |  |  |                                                                             |  |
|                                                                     |                                       | Maria Anna di Oettingen-Spielberg              | Francesco Alberto di Oettingen-Spielberg, principe di Oettingen-Spielberg |  |  |       |  |  |                                                                       |  |  |                                                                             |  |
|                                                                     |                                       | Maria Anna di Oettingen-Spielberg              | Francesco Alberto di Oettingen-Spielberg, principe di Oettingen-Spielberg |  |  |       |  |  |                                                                       |  |  |                                                                             |  |
|                                                                     |                                       | Maria Anna di Oettingen-Spielberg              | Johanna Margarethe von Schwendi                                           |  |  |       |  |  |                                                                       |  |  |                                                                             |  |
| Giuseppe II di Schwarzenberg, VI principe di Schwarzenberg          |                                       | Maria Anna di Oettingen-Spielberg              |                                                                           |  |  |       |  |  |                                                                       |  |  |                                                                             |  |
|                                                                     | Antonio Carlo di Öttingen-Wallerstein | Filippo Carlo di Öttingen-Wallerstein          |                                                                           |  |  |       |  |  |                                                                       |  |  |                                                                             |  |
|                                                                     | Antonio Carlo di Öttingen-Wallerstein | Filippo Carlo di Öttingen-Wallerstein          |                                                                           |  |  |       |  |  |                                                                       |  |  |                                                                             |  |
|                                                                     | Antonio Carlo di Öttingen-Wallerstein | Eberardina Sofia Giuliana di Öttingen-Öttingen |                                                                           |  |  |       |  |  |                                                                       |  |  |                                                                             |  |
| Filippo Carlo di Öttingen-Wallerstein                               | Antonio Carlo di Öttingen-Wallerstein |                                                |                                                                           |  |  |       |  |  |                                                                       |  |  |                                                                             |  |
|                                                                     |                                       | Maria Agnes Magdalena Fugger von Glott         | Franz Ernst Fugger von Glott                                              |  |  |       |  |  |                                                                       |  |  |                                                                             |  |
|                                                                     |                                       | Maria Agnes Magdalena Fugger von Glott         | Franz Ernst Fugger von Glott                                              |  |  |       |  |  |                                                                       |  |  |                                                                             |  |
|                                                                     |                                       | Maria Agnes Magdalena Fugger von Glott         | Maria Teresa di Öttingen-Katzenstein                                      |  |  |       |  |  |                                                                       |  |  |                                                                             |  |
| Marie Eleonora di Öttingen-Wallerstein                              |                                       | Maria Agnes Magdalena Fugger von Glott         |                                                                           |  |  |       |  |  |                                                                       |  |  |                                                                             |  |
|                                                                     |                                       | Kraft Antonio Guglielmo di Öttingen-Baldern    | Notger Guglielmo di Öttingen-Baldern                                      |  |  |       |  |  |                                                                       |  |  |                                                                             |  |
|                                                                     |                                       | Kraft Antonio Guglielmo di Öttingen-Baldern    | Notger Guglielmo di Öttingen-Baldern                                      |  |  |       |  |  |                                                                       |  |  |                                                                             |  |
|                                                                     |                                       | Kraft Antonio Guglielmo di Öttingen-Baldern    | Ernestina di Öttingen-Wallerstein                                         |  |  |       |  |  |                                                                       |  |  |                                                                             |  |
| Carlotta Giuliana di Öttingen-Baldern                               |                                       | Kraft Antonio Guglielmo di Öttingen-Baldern    |                                                                           |  |  |       |  |  |                                                                       |  |  |                                                                             |  |
|                                                                     |                                       | Maria Eleonora di Schönborn-Buchheim           | Melchior Friedrich von Schönborn-Buchheim                                 |  |  |       |  |  |                                                                       |  |  |                                                                             |  |
|                                                                     |                                       | Maria Eleonora di Schönborn-Buchheim           | Melchior Friedrich von Schönborn-Buchheim                                 |  |  |       |  |  |                                                                       |  |  |                                                                             |  |
|                                                                     |                                       | Maria Eleonora di Schönborn-Buchheim           | Maria Anna Sophia von Boineburg                                           |  |  |       |  |  |                                                                       |  |  |                                                                             |  |
|                                                                     |                                       | Maria Eleonora di Schönborn-Buchheim           |                                                                           |  |  |       |  |  |                                                                       |  |  |                                                                             |  |